# 사이공강 터널
사이공강 터널(Đường hầm sông Sài Gòn), 또는 투팀 터널(Hầm Thủ Thiêm)은 베트남 호찌민시에 있는 사이공강을 지나는 해저 터널이다. 이 터널은 동서 대로 프로젝트의 일부로서, 1군으로부터 2군에 있는 투팀 신도시 구역 사이를 잇고 있으며, 승용차가 다닐 수 있는 6차선 도로로 되어 있다. 이 터널은 일본의 정부개발원조 기금으로 건설되었다. 2011년 11월 20일에 7년 간의 건설 기간을 마치고 개장했다.